# Aleksandar Ašković
Aleksandar Ašković (* 23. Oktober 1997 in Belgrad, Bundesrepublik Jugoslawien) ist ein deutscher Leichtathlet, der sich auf den Sprint spezialisiert hat.

## Berufsweg
Aleksandar Ašković absolvierte 2016 das Abitur. Anschließend schrieb er sich an der Universität Augsburg für den Bachelorstudiengang Materialwissenschaften ein, welchen er 2023 erfolgreich abschloss. Aktuell ist er für das Masterstudium Materialwissenschaften eingeschrieben.

## Sportliche Karriere
Ašković begann seine sportliche Karriere als Tennisspieler. Die Tenniskarriere beendete er im Alter von 16 Jahren.
Mit acht Jahren startete seine Leichtathletiklaufbahn mit seiner Mutter Jadranka Ašković als Trainerin beim TSV Schwaben Augsburg. Damals diente ihm das Leichtathletiktraining als Konditionstraining für den Tennis.
2013 wechselte Ašković zu seinem damaligen Heimtrainer Stefan Wastian, bei dem er bis zum Herbst 2019 zusammengearbeitet hat. Seine größten Erfolge mit Wastian waren die Bronzemedaille bei den Deutschen Juniorenmeisterschaften der Altersklasse U23 2018 in Heilbronn, die er über den 200-Meter-Sprint mit einer Zeit von 21,16 s gewann, und die Teilnahme bei der Universiade 2019 in Neapel, bei der er den 15. Platz belegen konnte.
Anschließend wechselte er in die Trainingsgruppe von Patrick Saile, in der er unter anderem mit Silvan Wicki, Alexandra Burghardt, Amelie-Sophie Lederer und Markus Fuchs zusammen trainierte. Mit Saile gewann er erstmals eine Medaille bei den Deutschen Meisterschaften der Aktiven. 2020 belegte er über 60 Meter mit einer Zeit von 6,66 s den dritten Platz bei den Deutschen Hallenmeisterschaften in Leipzig.
Nachdem Saile in die Schweiz gezogen war, wechselte Ašković zum neugegründeten Thüringer Leichtathletikverein LC Top Team Team Thüringen in die Gruppe von Julian Reus und Julian Wagner. Trainiert wurde er in dieser Zeit von Tobias Schneider.
Im Herbst 2021 entschied sich Ašković, seine Disziplin zu ändern. Dafür wechselte er in die Sprunggruppe von Sebastian Kneifel und trainiert zusammen mit Tobias Potye. 2022 qualifizierte er sich überraschend für die Hallenweltmeisterschaften in seinem Geburtsort Belgrad. Dort konnte er sich bis ins Halbfinale kämpfen und schied dann als Zehnter aus.
Im Februar 2023 konnte er sich bei den Deutschen Hallenmeisterschaften über 60 Meter durchsetzen und wurde in Dortmund mit einer Zeit von 6,56 s Deutscher Meister. Damit qualifizierte er sich für die Halleneuropameisterschaften in Istanbul, wo er verletzungsbedingt nicht antreten konnte.

## Leistungsentwicklung
(Stand: 17. Juni 2023)
| Jahr | 60 m   | 100 m   | 200 m   | Weitsprung |
| ---- | ------ | ------- | ------- | ---------- |
| 2014 | 7,13 s | 10,97 s | 23,24 s | 6,78 m     |
| 2015 | 7,09 s | 10,76 s |         | 7,00 m     |
| 2016 | 6,95 s | 10,59 s | 21,75 s | 7,04 m     |
| 2017 | 6,93 s | 10,40 s | 21,40 s | 6,94 m     |
| 2018 | 6,69 s | 10,49 s | 21,16 s |            |
| 2019 | 6,76 s | 10,37 s | 21,58 s | 6,91 m     |
| 2020 | 6,65 s | 10,36 s |         | 7,24 m     |
| 2021 | 6,74 s | 10,40 s |         |            |
| 2022 | 6,61 s |         |         | 7,34 m     |
| 2023 | 6,56 s | 10,21 s |         |            |